# Shunji Isaki
Shunji Isaki (伊崎 俊二, Isaki Shunji, 5 février 1892 – 12 juillet 1943) est un amiral de la Marine impériale japonaise pendant la Seconde Guerre mondiale.

## Biographie
Originaire de la préfecture de Fukuoka et diplômé de la 42e classe de l'académie navale impériale du Japon en 1914, Shunji Isaki en sort classé 23e sur 117 cadets.
En tant qu'aspirant, Isaki sert sur le Soya et le Kashima. Après sa promotion de sous-lieutenant le 13 décembre 1915, il est assigné sur le Chikuma puis sur le Hirado, mais ne participe à aucun combat pendant la Première Guerre mondiale.
Après la guerre, il retourne à l'école pour étudier les dernières techniques d'artillerie navale et de torpilles, servant ensuite sur les navires Yamashiro, Yakumo et Hiei. En tant que lieutenant spécialisé dans les torpilles, il sert sur les Yubari et Sendai.
Son premier commandement est le destroyer Nara à partir du 1er novembre 1926. Promu lieutenant commandant un mois plus tard, il est ensuite capitaine des Kuri, Ashi, Asanagi, Yūnagi, et Shikinami. Après sa promotion au grade de capitaine en 1936, il commande le Sendai en 1938, suivi par les Mogami, Jintsu et Maya.
Isaki est promu contre-amiral le 1er novembre 1942.
Il commande le 2e escadron de destroyers (DesRon2), avec comme navire amiral le Jintsu, lors de la bataille de Kolombangara contre la marine royale néo-zélandaise et la marine américaine le 12 juillet 1943. Malgré une victoire japonaise, le Jintsu est touché à plusieurs reprises par des tirs et des torpilles, provoquant la mort d'Isaki et son naufrage le lendemain.
Isaki fut promu à titre posthume vice-amiral.